# Baby Face Willette
Roosevelt „Baby Face“ Willette (* 11. September 1933; † 1. April 1971) war ein Hardbop- und Soul-Jazz-Organist (Hammond B-3) und Pianist.

## Biografie
Die genaue Herkunft Willettes ist unklar; er ist in Little Rock, Arkansas oder in New Orleans geboren. Seine Mutter war eine Missionarin, die in der Kirche Piano spielte; sein Vater war Prediger. Seine musikalische Wurzeln liegen daher in der Gospelmusik, und er spielte zunächst als Pianist in verschiedenen Gospelgruppen. Zu Beginn seiner Musikerkarriere tourte er durch die Vereinigten Staaten, Kanada und Kuba. In Chicago wechselte er von Gospel und Rhythm and Blues zum Spiel in Jazzbands; er war Pianist in den Bands von King Kolax, Joe Houston, Johnny Otis und Big Jay McNeely, bevor er schließlich seinen Platz an der Orgel fand. 1960 zog er nach New York, wo er mit Lou Donaldson und Grant Green arbeitete und im Januar 1961 an deren Blue Note-Sessions Here 'Tis (Donaldson) und Grant's First Stand (Grant) mitwirkte. Dies führte dazu, dass Willette bei dem Label unter Vertrag genommen wurde und Ende Januar 1961 sein Debütalbum Face to Face einspielte, an dem Fred Jackson, Grant Green und Ben Dixon mitwirkten. Im Mai folgte in fast gleicher Besetzung (ohne Jackson) das Album Stop and Listen, das als sein wohl bestes Album gilt. 1963 gründete er ein eigenes Trio und nahm 1964 noch zwei weitere Alben für Argo auf. Willette trat dann noch regelmäßig von 1966 bis 1971 in der South Side Chicago Lounge auf, geriet jedoch allmählich in Vergessenheit.

## Diskographische Hinweise

### Als Bandleader
- Face to Face (Blue Note, 1961), mit Grant Green (Gitarre), Ben Dixon (Schlagzeug) und Fred Jackson (Tenorsaxophon)
- Stop and Listen (Blue Note, 1961), mit Grant Green (Gitarre) und Ben Dixon (Schlagzeug)
- Mo' Rock (Argo, 1964)
- Behind the 8 Ball (Argo, 1965)

### Als Sideman
- 1961: Lou Donaldson – Here 'Tis (Blue Note, BST 84066)
- 1961: Grant Green – Grant's First Stand (Blue Note, BST 84064)